# Hartmut Ebbing

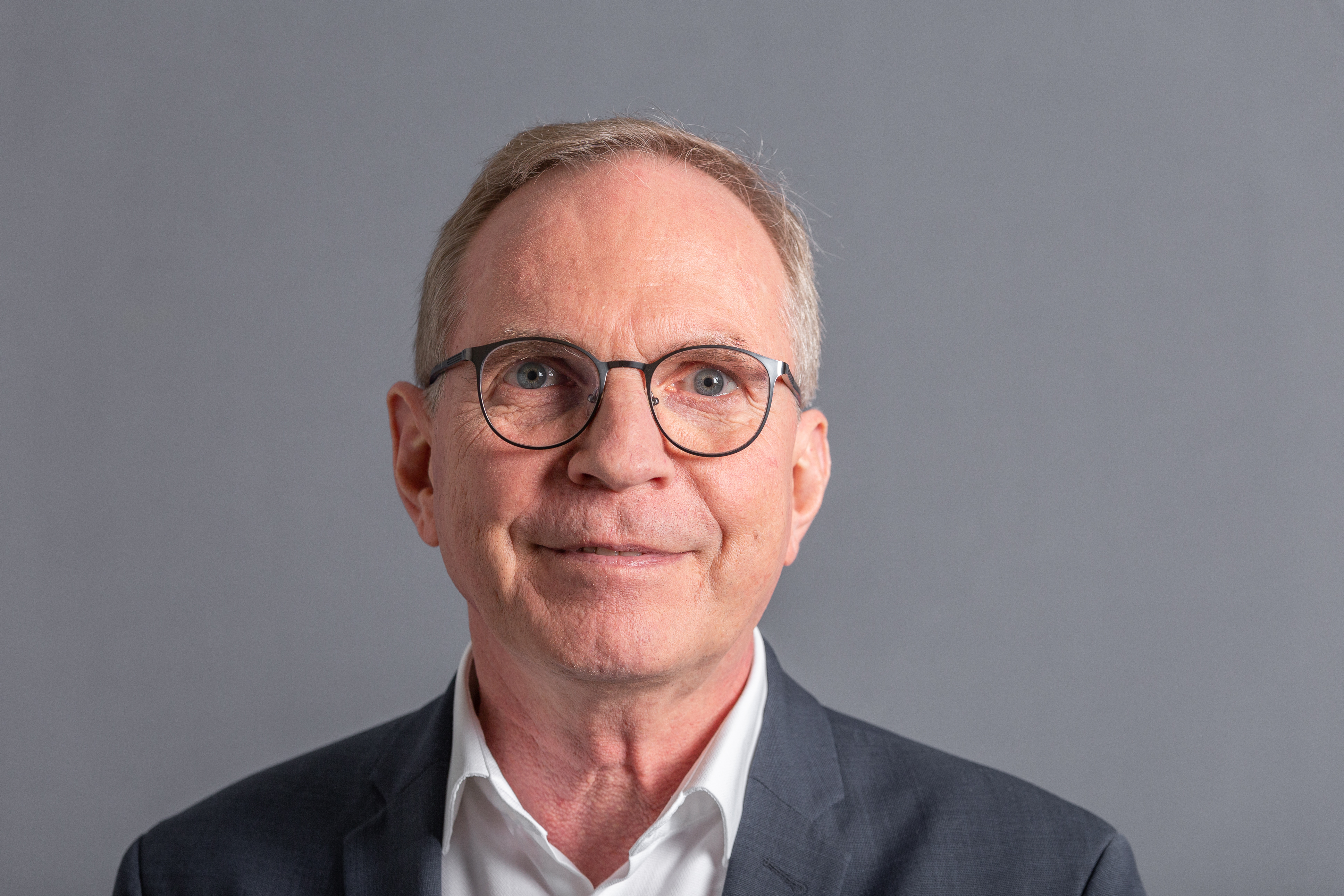
Hartmut Ebbing (2020)

Hartmut Heinrich Wilhelm Ebbing (* 13. Mai 1956 in West-Berlin) ist ein deutscher Wirtschaftsprüfer und Steuerberater, Politiker (FDP). Er war von 2017 bis 2021 Mitglied des Deutschen Bundestages.

## Beruflicher Werdegang
Nach dem Abitur 1975 am Beethoven-Gymnasium in Lankwitz absolvierte Ebbing eine Banklehre und nahm anschließend das Studium der Betriebswirtschaftslehre an der Technischen Universität Berlin und der University of Illinois, USA auf, das er 1984 als Diplom-Kaufmann abschloss. Parallel zum Studium war Ebbing bei der Berliner Bank tätig. Von 1984 bis 1991 arbeitete er bei der Wirtschaftsprüfergesellschaft KPMG in Frankfurt am Main, Hamburg und Berlin und legte zudem in dieser Zeit auch das Steuerberater- und Wirtschaftsprüfer-Examen ab. Seit 1992 ist Ebbing selbständiger Wirtschaftsberater und Steuerprüfer.

## Politischer Werdegang
Ebbing trat 1995 in die FDP ein und war in unterschiedlichen Funktionen aktiv, unter anderem bis März 2018 als Vorsitzender des Landesfachausschuss Kulturpolitik der FDP Berlin.
Zur Bundestagswahl 2017 trat Ebbing für die FDP im Wahlkreis Berlin-Steglitz – Zehlendorf an und wurde über den Platz 3 der FDP-Landesliste in den 19. Deutschen Bundestag gewählt. In der politischen Arbeit beschäftigte er sich hauptsächlich mit den Themen Kultur, Steuern und Mittelstand. Im Bundestag war er ordentliches Mitglied im Ausschuss für Medien und Kultur sowie stellvertretendes Mitglied im Petitionsausschuss und im Finanzausschuss. Von Januar 2018 bis zu seinem Ausscheiden aus dem Bundestage war er kulturpolitischer Sprecher der FDP-Bundestagsfraktion.
Im November 2020 kündigte Ebbing an, für die Bundestagswahl 2021 nicht wieder anzutreten.
Seit dem 9. Juni 2024 ist Ebbing Schatzmeister der Deutsch-Israelischen Gesellschaft.

## Privates
Ebbing wurde in Berlin-Lankwitz geboren und ist evangelisch, ledig und Vater von drei Kindern. Er lebt in Berlin-Lichterfelde-Ost.